# Blavozy
 Blavozy  es una población y comuna francesa, situada en la región de Auvernia, departamento de Alto Loira, en el distrito de Le Puy-en-Velay y cantón de Le Puy-en-Velay-Est.

## Demografía
| 496 | 518 | 684 | 996 | 1163 | 1324 |
| Para los censos de 1962 a 1999 la población legal corresponde a la población sin duplicidades (Fuente: INSEE [Consultar]) |     |     |     |      |      |